# Лох-Морлих
Лох-Морлих (англ. Loch Morlich, гэльск. Loch Mhùrlaig) — пресноводное озеро в Шотландии, расположено в области Хайленд недалеко от городка Эйвимор. На озере находится центр водных видов спорта, где можно заняться каякингом, парусным спортом и виндсёрфингом. Также есть яхт-клуб, проложены велосипедные маршруты вокруг озера. Озеро находится у подножия горного хребта Кэрнгорм. Высота над уровнем моря — 318 м.
На участках вдоль береговой линии расположено множество песчаных пляжей. В 2009 году эти пляжи были удостоены награды Seaside Award в рамках кампании Keep Scotland Beautiful, впервые присуждённой пресноводному озеру. Один из пляжей, являясь самым высоким относительно уровня моря (300 м), был первым, удостоенным подобной награды.
При внимательном рассмотрении песок этих пляжей содержит большое количество битого стекла. Тем не менее, оно образовалось не от безответственно выбрасывающих стеклотару туристов, на самом деле — это наследие Второй мировой войны, когда территория вокруг озера использовалась как школа коммандос. В частности, побережье использовалось в качестве тренировочного полигона для 1-й отдельной норвежской роты из-за близкого сходства местности, как по ландшафту, так и по климату, с Норвегией. Мемориал бойцам роты расположен возле центра для посетителей лесного парка Гленмор.